# Ballana venditaria
Ballana venditaria är en insektsart som beskrevs av Ball 1910. Ballana venditaria ingår i släktet Ballana och familjen dvärgstritar. Inga underarter finns listade i Catalogue of Life.